# Vändskiva (järnväg)

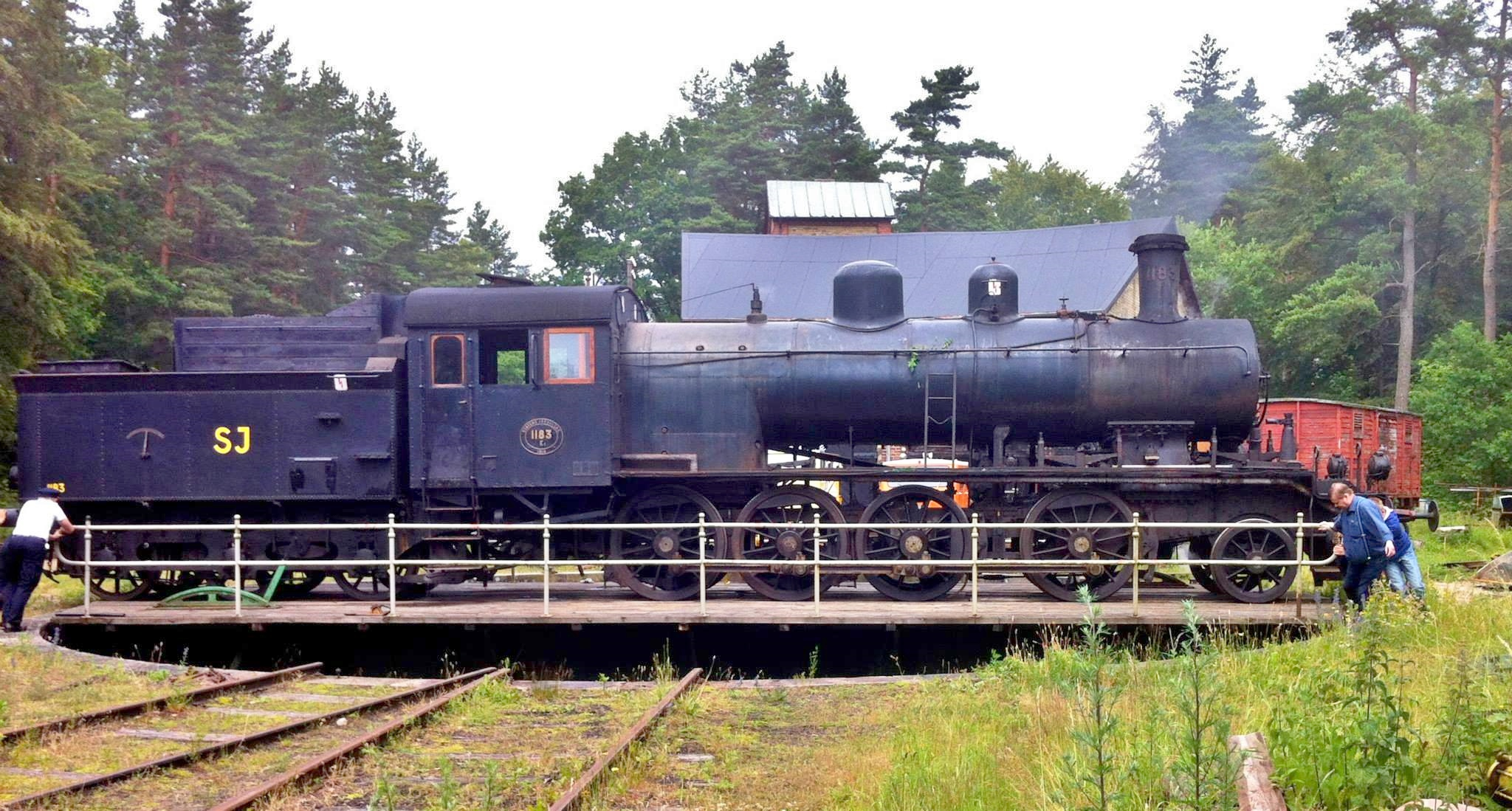
Ånglok E2 1183 på vändskivan i Brösarp den 29 juni 2014.

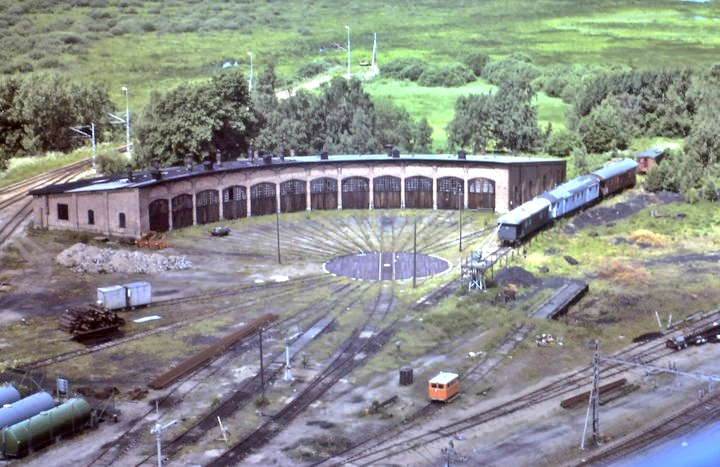
Kristianstads lokstation, rundlokstallet med vändskivan, fotograferad från vattentornet 1981. Vändskivan är av typen klädd skiva.

Vändskiva en med järnvägsspår utrustad, vanligen cirkulär skiva, monterad på ett underrede på så sätt att skivan kan vridas runt ett centrum i spårets mitt. Konstruktionen används för att vända lok då de ska antingen in i ett cirkulärt lokstall, eller om loket behöver vändas för att kopplas i andra änden av ett tåg. Det finns även vändskivor som används för att vända järnvägsvagnar. För vändning av flera vagnar och hela tåg används triangelspår.
Idag används vändskivor mest på museijärnvägar, då moderna lok är byggda för att köras i båda riktningarna. Vändskivor placerades ofta framför ett lokstall.
Vändskivans grav, dvs. den fördjupning i marken som skivan löper i, kan antingen vara öppen eller klädd. I Sverige är många skivor klädda för att slippa snöskottning i vändskivegraven. Det finns även vändskivor som byggts i hus för att slippa väderpåverkan.
Sektoral vändskiva eller sektoriell vändskiva, en vändskiva som inte kan roteras hela varvet runt. Den här typen av skiva användes när man inte får plats med växlar utan behöver byta spår för lok på liten yta. Lösningen förekom bland annat i Lund och Södertälje.